# Глобус на Неофит Рилски
Глобусът на Неофит Рилски е първият български глобус.
Изработен е от Неофит Рилски в Габрово през 1836 г. Съхранява се в музея на Рилския манастир.
Използва глобуса по време на учителството си в Габрово, от 1837 до 1839 г. в Копривщица и през 1839 – 1846 г. в Рилския манастир.
Дължината на меридиана е 73,6 cm, на Екватора – 71,2 cm, а на земната ос – 23,4 cm. При тези размери мащабът му е приблизително 1:54 500 000. Изработен е ръчно, като върху сфероиден дървен скелет е опънат картон, облепен със синя дебела хартия. Върху тях са налепени 12 продълговати елипсовидни ивици от бяла хартия. Краищата им, при полюсите, са покрити от кръгли изрезки от същата хартия. Те са с диаметър 8 cm. Цялото съдържание е нанесено след изработването на сфероидната основа. При двата му полюса са заковани гвоздеи, които помагат при работата с него, защото няма поставка.
Щрихите покрай очертанията на бреговете, градусната мрежа, реките и географските имена и понятия са изчертани с черно мастило. Единствено разграничителните ивици между континентите са с цветно мастило. Ширината на тези ивици е 2 – 3 mm. Около Австралия и Океания е използван кафяв цвят, Азия – червен, Европа и между Европа и Азия – синьозелен. Този способ е заимстван от гръцките учебници по география. Не са представени релефът и други географски елементи.
Континентите Африка, Австралия и Северна Америка са представени особено вярно. Нанесени са най-големите острови и реки на планетата – Нил, Амазонка, Хуанхъ, Яндзъ, Мисисипи, Волга, Дон, Об, Енисей, Лена, Индигирка, Парана.
Някои части са представени грешно. Големи са размерите на Пиренейския полуостров, Бискайския залив, островите Великобритания и Ирландия, Балтийско море, Бяло море, Каспийско море и полуостров Калифорния. Невярно са представени Балканския полуостров, Скандинавския полуостров, Югоизточна Азия и североизточните части на Южна Америка.
От градусната мрежа начертани са Гринуичкия меридиан, Екватора и еклиптиката. Обозначени са с по-дебела черна линия. Също така – Северната и Южната тропична окръжност, паралелите 30-о и 60-о. На отстояние от 2 cm от полюсите са изчертани паралели, около които са поставени надписите Северен и Южен полюс. Всички надписи върху глобуса са на църковнославянски език, повечето от които са заимствани от руски източници. В Европа са отбелязани: Европа, Италиа, Туркиа, Ирландиа, Норвегиа, Латовиа, Россиа, Петроград, Черно море, Средизе..., Касписк. море, Констан., о. Исла, Англиа. В Азия: Асиа, Кина, М. Асиа, Персиа, Индиа, волгар., Суматра, Аравиа. В Африка: Африка, о. Мадагскар, Нувиа, Нил р., Кайрон, варвариа, Алгерион, М. добрия Надежди, Канария ов. В Северна Америка: Севернъ Америка, Мисисип р., Кува. В Южна Америка: Южнаъ Америка, Амазом р. и Перу. На мястото на Австралия е изписано Нова Оланда. Нанесени са и Индийский океан, Южний полюс, Северний полюс, Северний полярний круг, Южний полярний круг, Тропик рака или летний поворотний круг, Тропик козирога или зимний поворотний круг, Екватор или равноденственний круг, Первие меридиан проведенний чрез остров Ферро.